# Wölfelbach
Der Wölfelbach ist ein 3,7 km langer, orographisch linker Zufluss der Ibra im Südteil des Knüllgebirges. Er verläuft in seiner gesamten Länge im nordhessischen Landkreis Hersfeld-Rotenburg.

## Verlauf
Seine Quelle liegt auf 365 m Höhe in einem schmalen Wiesengrund am Ostfuß der Ibrakuppe, einer 486,9 m hohen Basaltkuppe südöstlich von Oberaula. Der Bach fließt von dort zunächst etwa 800 m, vorbei an der Wüstung Helkenrod, durch ein beidseitig bewaldetes enges Tal nach Osten und dann weitere 700 m nach Ostsüdosten durch ein nach Süden geöffnetes landwirtschaftlich genutztes Gebiet bis nach Allendorf, einem westlichen Stadtteil von Kirchheim. Dort durchfließt er am Ortseingang einen kleinen aufgestauten Teich. Nach etwa 600 m Fließstrecke durch das Dorf biegt der Bach nach Ostnordosten um und verläuft etwa 1,5 km weiter nach Gershausen. Nach Passieren des dortigen Friedhofs im Westen der Dorflage biegt er scharf nach Süden um und mündet nach weiteren 70 m in die von Südwesten herankommende Ibra.